# Giambattista Roberti
Giambattista Roberti (Bassano del Grappa, 4 marzo 1719 – Bassano del Grappa, 29 luglio 1786) è stato uno scrittore e poeta italiano.

## Biografia

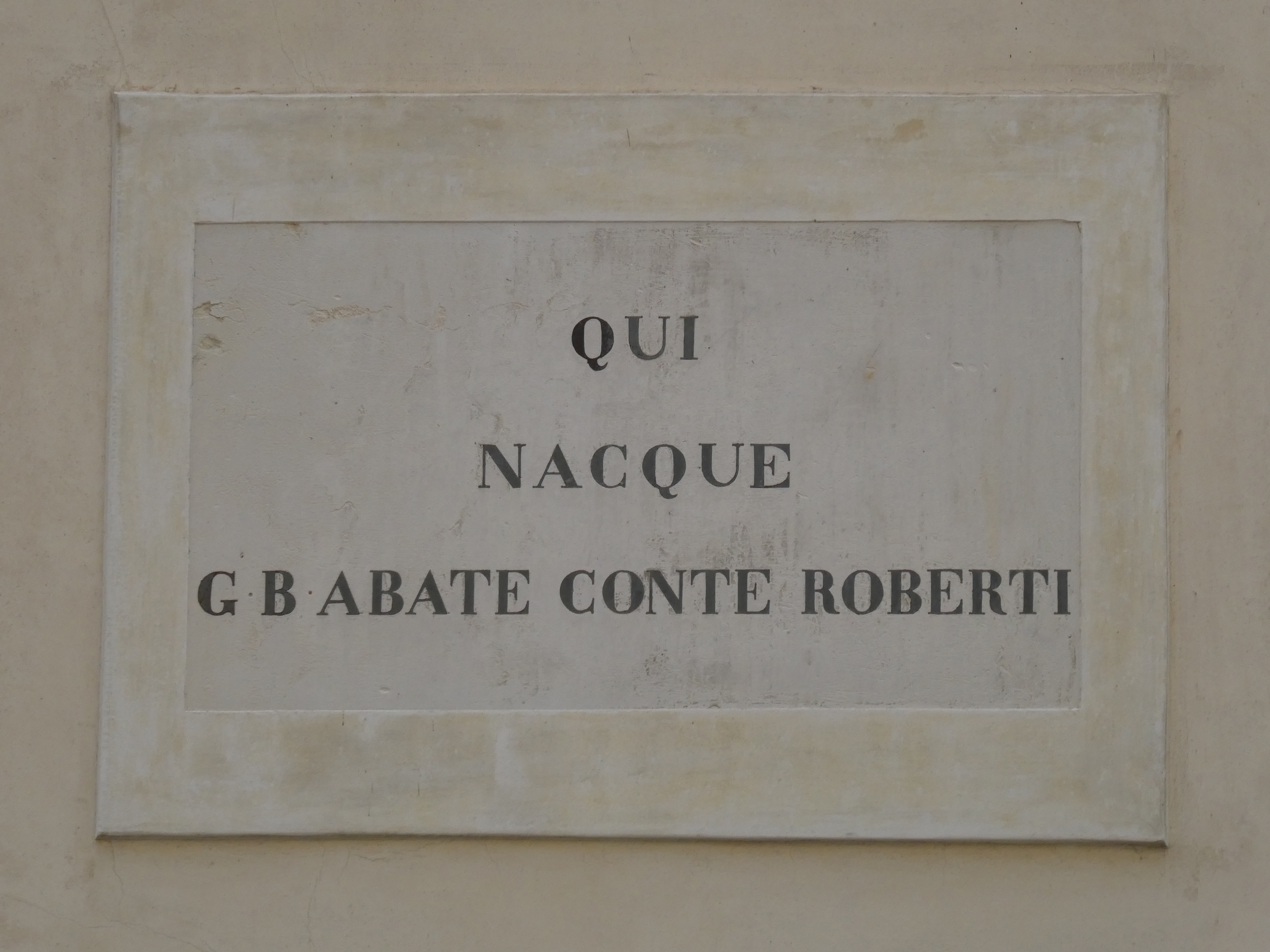
Targa sulla casa natale a Bassano del Grappa

Nacque da Roberto Roberti e Francesca Fracanzani. La famiglia vantava origini nobiliari, benché Roberti non usasse con frequenza il titolo di conte nel siglare i suoi scritti. 
Nel 1729 fu mandato a Padova per iniziare il corso di studi presso il collegio dei Gesuiti, finché nel 1736 non scelse di conseguire i voti.
Roberti si trovò sulle prime indeciso se entrare nell'ordine dei Benedettini o nella Compagnia di Gesù. Si risolse per la seconda ipotesi. Il 20 maggio 1736 iniziò, come novizio, il cursus di studi presso l'istituto S. Ignazio di Bologna. In una città ricca di interessi per chi nutrisse vocazioni artistiche e letterarie Roberti portò a termine il ciclo di studi presso il Collegio di S. Lucia, dove, nel 1743, fu ordinato sacerdote.
Nell'autunno dello stesso anno si recò a Brescia in qualità di maestro di umanità presso il Collegio di S. Antonio; qui ebbe modo di conoscere l'abate Saverio Bettinelli, con cui strinse una amicizia destinata a durare a lungo, e con il quale condividerà le prime esperienze letterarie. Sono infatti questi gli anni dei suoi primi scritti: nel 1744 conclude una prima stesura del poemetto La Moda e pubblica la prima edizione del poemetto Le Fragole, entrambi composti in occasione di nozze illustri. Nel 1746 Roberti si trasferì a Parma, presso il Collegio dei Nobili, dove insegnò Rettorica e ricoprì la carica di Accademico fino al 1751, quando gli succedette lo stesso Bettinelli. In qualità di Accademico Roberti si trovò preposto all'organizzazione delle rappresentazioni teatrali, che costituivano un momento decisivo nel metodo educativo dei collegi gesuiti. Questa esperienza influenzò il gusto e la sensibilità artistica del Roberti, che si interessò molto da vicino alle esperienze teatrali italiane e europee di quegli anni, mostrando particolare predilezione per le opere di Carlo Goldoni. Oltre a numerose lettere di elogio e stima al commediografo, Roberti manifestò l'ammirazione al Goldoni dedicandogli il poemetto intitolato La Commedia. Qui Roberti tratteggia la storia delle rappresentazioni sceniche dalle origini fino ai tempi moderni, arrivando alla riforma goldoniana che, non capita da molti, egli appoggia con sincerità. Goldoni ricambiava la stima per il gesuita, tanto che nel 1754 scrisse per lui la commedia L'impostore.
Nel 1751 fece ritorno a Bologna, dove insegnò filosofia nel Collegio di S. Lucia. In questi anni si consolidò la vocazione letteraria già sbocciata negli anni precedenti, e si manifestarono i segni di una vorace curiosità scientifica, favorita anche da amicizie con personaggi di riconosciuta fama attratti da quel polo di sapere e di confronto culturale che era la Bologna del Settecento: ricordiamo fra tutti i nomi di Francesco Algarotti, il cui “Newtonianismo per le dame” rappresenta l'emblema della divulgazione scientifica in voga nel Settecento, e Jacopo Vittorelli, autore delle cose più delicate che abbia saputo esprimere l'Arcadia. Con la recita del Panegirico scritto in onore di S. Filippo Neri Roberti fece ingresso ufficiale nella Bologna letteraria, nel mondo dei salotti e delle accademie. Ma egli, benché fosse affiliato a molte di queste, le considerava “spossate”, e vi si recava a recitare versi solo raramente. Risalgono al periodo bolognese molte delle sue opere più importanti, quali la Lettera sull'uso della fisica in poesia, i quattro Trattati sul lusso, la Lettera di un bambino di sedici mesi. Infine è a Bologna che vide la luce la prima raccolta di opere del Roberti, il cui primo di otto volumi uscì nel 1767 per i torchi di Lelio della Volpe.
A Bologna Roberti stette quasi vent'anni, "la più lunga e la più felice parte di sua vita"; la sua attività principale era quella di tenere lezioni di Sacra Scrittura in Chiesa, compito che egli assolse ininterrottamente dal 1755 al 1773. Recitò circa duecento lezioni spaziando da un capo all'altro delle Sacre Scritture e riscuotendo grande successo presso i fedeli bolognesi.
La sua attività fu spezzata bruscamente il 21 luglio 1773, giorno in cui Papa Clemente XIV sancì la soppressione della Compagnia. Abbandonata per sempre l'amata Bologna, dopo alcuni anni di spostamenti fra Padova, Vicenza e Treviso, il Roberti si stabilì definitivamente nella città natale ai piedi del Grappa. Qui passò le sue giornate dividendosi fra l'amministrazione della confessione e l'insegnamento del catechismo. 
Ma l'attività intellettuale non si interrompe, anzi è vivificata dalla tranquillità concessa dall'isolamento. Nella quiete bassanese Roberti si dedicò con sistematicità all'attività apologetica e trattatistica, approfondendo nella prosa dotta e filosofica del trattato i temi più urgenti della crisi che la sua epoca stava vivendo e di cui egli aveva fatto esperienza sulla propria pelle. Si confrontò con il pensiero del suo tempo, lo meditò e ne studiò i punti deboli, scese in campo nella difesa della fede cristiana, partendo da un'analisi oggettiva dei comportamenti e delle pratiche della fede. Il frutto di questi anni di riflessione è una serie di scritti contenenti le pagine più importanti del gesuita bassanese. Fra queste menzioniamo il trattato Del leggere i libri di metafisica e divertimento e le Annotazioni sopra l'umanità del secolo Decimottavo: due opere che ebbero successo anche al di là dei confini italiani.
Giambattista Roberti, ammalatosi, morì il 29 luglio 1786, nella sua casa di Bassano.

## Aspetti
Lettore instancabile e onnivoro, Roberti era costantemente aggiornato sul dibattito culturale e letterario, non solo italiano. 
Roberti conosce la cultura europea, medita a fondo sull'Illuminismo e ne analizza profondamente il carattere e i risvolti, soffermandosi innanzitutto sui “fari” francesi, Rousseau e Voltaire in primis, e sull'Enciclopedia; con pari attenzione segue la cultura letteraria e filosofico-teologica inglese, né dimentica l'ambiente asburgico. La stessa formazione spirituale e culturale della Compagnia di Gesù insegnava un'apertura mentale ad ampio raggio; inoltre una profonda erudizione era l'arma migliore contro i nemici che dovevano combattere, e Roberti si mostrò fedele al principio per cui conoscere a fondo le tesi di un avversario permette di confutarle meglio.
Benché schierato combattivamente su un versante anti-illuminista, il pensiero cattolico del secondo Settecento conosce quel fenomeno chiaroscurale definito come Cattolicesimo illuminato, o Aufklarung cattolica. Anche in Italia si delinea una apologetica del cristianesimo basata su una categoria assai cara alla riflessione dei “lumi”, quella della sua “utilità sociale”. Il Roberti si presenta come il più tipico esponente di una apologetica anti-illuministica che non rinuncia a proclamare la compossibilità del cristianesimo con aspetti della moderna cultura illuminista.
La sua opera più celebre, le Annotazioni sopra l'umanità del secolo Decimottavo, si conclude ricordando che Gesù si è presentato come “il legislatore e insieme l'esemplare di quella carità” che può rendere la vita civile tanto felice quanto i lumi desiderano. Ed il riferimento alla carità come nucleo centrale della predicazione e della pratica di Gesù e come direttiva per i fedeli contemporanei assume contenuti che, pur rifacendosi alla tradizione muratoriana, tendono ormai a superarla. Sul piano sociale infatti non si tratta per il Roberti soltanto di soccorrere i poveri mediante lo stabilimento di adeguate istituzioni, ma soprattutto di intervenire a favore dei contadini, assicurando loro la possibilità di diventare degli “utili cittadini”. In queste riflessioni del Roberti si avverte perfino una certa influenza del Rousseau.
In quest'opera il gesuita osserva, valuta e critica l'umanità (intesa come solidarietà umana e onestà di costumi, come inclinazione alla realizzazione dei principi di uguaglianza e libertà) troppo spesso chiacchierata, vanesia e vuota del suo secolo, spesso vissuta in maniera contraddittoria e discontinua, professata a gran voce ma praticata poco, preoccupata della felicità dell'intero universo, ma miope su chi vicino a noi giace nel bisogno. Questo tema si dilata in una riflessione su una questione cruciale del suo tempo, la tratta degli schiavi. Roberti sferra un attacco sferzante alla falsità ipocrita del suo tempo, non risparmiando una ferma e onesta critica all'Europa cristiana, invitando in nome della vera umanità a porre fine alla pratica aberrante e disumana del commercio degli uomini.
Nonostante queste posizioni “umanitarie”, non si può sostenere che Roberti fu vicino al pensiero illuminista, o che il suo pensiero prevalse ottenendo adesioni e riconoscimenti facendo eco nei salotti delle capitali; è però giusto affermare che egli ebbe una coscienza culturale nuova, dialettica, di ampio respiro, maturò un'apertura intellettuale di difficile riscontro in molta parte della classe intellettuale italiana dell'epoca.
Anche con il mondo culturale e letterario della sua epoca il Roberti si confronta criticamente, toccando il centro della questione nel trattato Del leggere libri di metafisica e di divertimento, nel quale mostra di individuare con chiarezza nella produzione romanzesca i caratteri di irreligiosità e di licenziosità tipici del mondo dei lumi. Il successo che quest'opera ebbe oltralpe si deve anche al fatto che l'argomento poteva tornare di attualità nel mondo tedesco che vedeva le prime prove di Wieland e di Goethe. La stampa conobbe nel Settecento una diffusione sempre più vasta e capillare; essa servì a divulgare nell'intera Europa il pensiero dei Philosophes i quali combattevano una battaglia per strappare definitivamente la cultura all'egemonia del mondo cristiano, che a detta loro l'aveva monopolizzata e mortificata imprigionandola al servizio della loro élite. Al successo di questa avanzata corrispondeva la laicizzazione del sapere, contro la quale la Chiesa reagiva con difficoltà.
È su questo problema che interviene il Roberti, il quale discute della buona e della cattiva stampa, e dell'azione degli stampatori nel suo secolo. Lo scrittore in particolare esamina e contesta il romanzo, genere di divertimento nuovo e alla moda. Qui il Roberti veste i panni del moralista quanto del critico letterario moderno. Egli divide i romanzi in due categorie: quelli licenziosi e quelli vani. I romanzi seminano e diffondono un modello di vita e costumi manifestamente rilassati e contrari all'etica cristiana: offrono “una pittura dei delitti” e insieme una “apologia dei delitti”.

## La collaborazione con i Remondini
Una conferma dell'impegno culturale del Roberti è data dalla sua collaborazione con l'importante tipografia bassanese dei fratelli Remondini, per i quali offre la sua consulenza, suggerendo e caldeggiando agli stampatori opere di cui aveva notizia: si tratta dell'esempio più interessante di un ex-gesuita avviatosi a collaborare con un editore emergente, e non è che una prova ulteriore di quanto il Roberti fosse preparato e attento sul terreno della cultura contemporanea.
Ai Remondini, che pubblicarono le opere che Roberti scrisse negli ultimi anni, rimase in eredità il compito di raccogliere e pubblicare l'opera omnia del conte gesuita. A tre anni dalla sua morte fu realizzata la prima raccolta definitiva delle opere di Giambattista Roberti, in dodici volumi. Opere dell'Abate Giambattista Co. Roberti, Bassano, Remondini, 1789 (12 voll.). 

## Fortuna e studi
Benché le sue opere godessero di stima e diffusione presso i contemporanei, e per quanto la sua grandezza di scrittore sia riconosciuta dallo stesso Giacomo Leopardi che inserisce Roberti fra gli autori della sua Crestomazia Italiana, la critica ha mantenuto un certo velo di silenzio sul Roberti. L'interesse di Leopardi non è casuale: egli lo frequenta nell'arco di ben diciotto anni, anche molto oltre la "conversione" materialistica, utilizzandone, anche a fini poetici pratici, e non solo culturali e speculativi, l'opera.  Si veda, ad esempio, la costante rilettura della Lettera sopra l'uso della fisica in poesia.
La sua figura torna alla luce in un lungo e denso lavoro monografico di G.Sandonà, Ragione e carità. Per un ritratto di Giambattista Roberti, (Venezia, Istituto veneto di scienze, lettere e arti, 2002). Lo studio intende ricostruire i molteplici aspetti della figura umana e intellettuale del gesuita, dedicando molto spazio alla sua produzione epistolare: quest'opera, per la ricchezza dei materiali consultati e la profondità della loro lettura, resta il più completo studio finora mai realizzato su Giambattista Roberti.